# Patuljasta eliptična galaksija u Kemijskoj peći
Patuljasta eliptična galaksija u Kemijskoj peći jest malena eliptična galaksija u zviježđu Kemijskoj peći. Udaljena je 460.000 svjetlosnih godina od Zemlje. Otkrio ju je 1938. Harlow Sharpley na fotografskim pločama, dok je bio u Južnoafričkoj Republici
Galaksija kruži oko Mliječnog Puta, a većinom sadrži zvijezde populacije 2. Sadrži 6 kuglastih skupova, najveći je NGC 1049.

## Fizičke karakteristike
Galaksija je malena, a i niskog sjaja. Zbog svog niskog sjaja nije ju moguće viditi amaterskim teleskopima. Ova mala patuljasta galaksija satelit je galaksije Mliječnog Puta te oko njega kruži na udaljenosti od 460.000 svjetlosnih godina. Time je član Mjesne skupine. Skoro sve zvijezde su stare i pripadaju populaciji '. Zvijezde te populacije imaju nizak udio metala, a mogu se u velikom broju naći i u galaksiji NGC 3109.
Galaksija sadrži 6 kuglastih skupova. Najveći od njih je NGC 1049, koji je otkriven 1835., dakle prije same galaksije, a nalazi se na udaljenosti od 630.000 svjetlosnih godina. Ostali skupovi su Fornax 1, Fornax 2, Fornax 4, Fornax 5, Fornax 6. Kuglasti skup Fornax 4 je 3 milijarde godina mlađi od ostalih, a sličan je i kuglastom skupu naše galaksije, imena Ruprecht 106.